# Goldpokal (Fußball)
Der Goldpokal war die 1973 ausgetragene inoffizielle Meisterschaft im deutschen Frauenfußball.

## Hintergrund
Der am 30. Juni 1955 auf dem DFB-Verbandstag in Berlin ergangene Beschluss, den im DFB organisierten Vereinen Frauenfußball anzubieten, zu untersagen, wurde am 31. Oktober 1970 auf dem DFB-Verbandstag in Travemünde aufgehoben.
Da nach der Aufhebung des Frauenfußballverbots noch keine bundesweite Meisterschaft ausgespielt wurde, organisierte Wörrstadts Manager Philipp „Fips“ Scheidt einen Wettbewerb mit allen Meistern der (seinerzeitigen) Landesverbände. Dieser sollte ursprünglich Deutschlandpokal heißen, was der DFB nicht anerkennen wollte. Erst nachdem Scheidt damit drohte, sich an die Presse zu wenden, wurde ein Kompromiss erzielt. Der Wettbewerb wurde unter dem Namen Goldpokal ausgetragen. Der TuS Wörrstadt setzte sich am 29. September 1973 im Finale in Rüsselsheim mit 3:1 gegen den FC Bayern München durch und gewann die vom Heinrich-Bauer-Verlag gestiftete Trophäe.